# Koljani
Koljani (szerbül: Кољани), település Bosznia-Hercegovinában, Laktaši községben, Bosanska krajina területén, a Szerb Köztársaságban. 

## Fekvése
Bosznia-Hercegovina északi részén, Banja Lukától légvonalban 23, közúton 33 km-re északkeletre, községközpontjától légvonalban 10, közúton 18 km-re keletre, 147-230 méteres magasságban fekszik. A település központi részén 1989-ben épült 0,5 km hosszú aszfaltút halad át. A falu szeres típusú, Drugovići, Gumjera (Laktaši) és Hrvaćani Prosjek (Prnjavor község) falvakkal határos. Jelentősebb vízfolyások a Sobanjska, a Lukin potok, valamint a Bareljci és a Lužine. A terep nagyrészt dombos, kivéve a vízfolyások mentén. Koljani lakossága mezőgazdasággal foglalkozik, kisebb része külföldön dolgozik. A gabonafélékből a kukorica, a búza, a zab, a rozs, a gyümölcsökből pedig a szilva, alma, körte, stb. terem. Jelentősebb falvai: Veselić, Kopren, Ostojić, Šironjić, valamint Ambarine.

## Népessége
| Nemzetiségi csoport | Népesség 1991 | Népesség 2013 |
| ------------------- | ------------- | ------------- |
| Szerb               | 201           | 123           |
| Bosnyák             | 0             | 0             |
| Horvát              | 2             | 0             |
| Jugoszláv           | 1             | 0             |
| Egyéb               | 1             | 0             |
| Összesen            | 205           | 123           |

## Története
A település 1878-ig tartozott az Oszmán Birodalomhoz, ekkor a berlini kongresszus határozata alapján az Osztrák-Magyar Monarchia része lett. 1879-ben az első osztrák-magyar népszámlálás során a Prnjavori járáshoz tartozó településnek 16 háztartása és 120 ortodox lakosa volt.  1910-ben a Prnjavori járáshoz tartozó településen 41 háztartást, 217 ortodox, 42 római katolikus, 5 görög katolikus és 2 muszlim lakost találtak. A monarchia szétesésével 1918-ban előbb a Szerb-Horvát-Szlovén Királyság, majd 1929-től a Jugoszláv Királyság része. Az 1929-es törvény értelmében, amikor Bosznia-Hercegovinát négy banovinára, Drinskára, Vrbaskára, Zetskára és Primorskára osztották, a település a Vrbaska banovina része lett, amelynek székhelye Banja Luka volt. Jugoszlávia megszállása után a Független Horvát Állam (NDH) része lett. A második világháború után a szocialista Jugoszláviához tartozott. A daytoni békeszerződést követő területfelosztásnál Laktaši község részeként a Szerb Köztársaság területéhez került.

## Oktatás
Az iskola 1959 és 1975 között működött. Azóta Drugovićiban járnak általános iskolába a diákok. Az egykori iskola épülete leromlott állapotban van.

## Infrastruktúra
A faluban vegyesbolt és kávézó található. Víz nincs, a telefon 1998-ban, villany 1969-ben lett bekötve. Az első élelmiszerbolt 1981-ben nyílt meg.

## Nevezetességei
Szent Gábriel arkangyal tiszteletére szentelt ortodox temploma 2008-ban épült.